# Engelbert George van Bisselick
Engelbert George van Bisselick (Breda, 15 april 1886 – Den Haag, 30 mei 1971) was een Nederlands voetbalscheidsrechter

## Loopbaan
Van Bisselick was in zijn jeugd voetballer (midvoor) bij UDI uit Amersfoort. Na een knieblessure besloot hij reeds op jonge leeftijd scheidsrechter te worden. Aanvankelijk was hij actief voor de Utrechtsche Provinciale Voetbalbond (UPVB) en Haagsche Voetbalbond (HVB) en vanaf 1904 floot hij voor de Nederlandse Voetbalbond (NVB). Bij zijn afscheid eind 1930 gaf hij aan de verzakelijking in het voetbal te betreuren. Enkele maanden na zijn afscheid besloot hij zich echter toch weer incidenteel beschikbaar te stellen. Hij floot tot circa 1937 nog wedstrijden.
Van Bisselick floot twee keer een landenwedstrijd. In 1921 floot hij een wedstrijd tussen Hongarije en Zweden in Boedapest. In 1928 leidde hij in Brussel een interland tussen België en Oostenrijk. Hij was van 1910 tot 1955 bestuurslid van de Haagsche Voetbalbond, waarvan de laatste veertien jaar voorzitter. Van Bisselick werd onderscheiden tot erevoorzitter van de afdeling Den Haag van de KNVB, drager van het Bondsonderscheidingsteken en officier in de Orde van Oranje Nassau.
Mr. Engelbert George van Bisselick overleed in 1971 op 85-jarige leeftijd.

## Interlands
| Datum           | Plaats               | Wedstrijd           | Uitslag | Competitie        | Kreeg geel | Kreeg voor de tweede keer geel en dus rood | Weggestuurd |
| --------------- | -------------------- | ------------------- | ------- | ----------------- | ---------- | ------------------------------------------ | ----------- |
| 9 november 1921 | Boedapest, Hongarije | Hongarije – Zweden  | 2 – 6   | Vriendschappelijk | 0          | 0                                          | 0           |
| 8 januari 1928  | Brussel, België      | België – Oostenrijk | 1 – 2   | Vriendschappelijk | 0          | 0                                          | 0           |